# Mörtsjön (Ockelbo socken, Gästrikland, 675465-152365)
Mörtsjön är en sjö i Ockelbo kommun i Gästrikland och ingår i Gavleåns huvudavrinningsområde. Sjön har en area på 0,232 kvadratkilometer och ligger 243,1 meter över havet.

## Delavrinningsområde
Mörtsjön ingår i det delavrinningsområde (675443-152325) som SMHI kallar för Utloppet av Mörtsjön. Medelhöjden är 254 meter över havet och ytan är 0,78 kvadratkilometer. Räknas de 3 avrinningsområdena uppströms in blir den ackumulerade arean 16,33 kvadratkilometer. Vattendraget som avvattnar avrinningsområdet har biflödesordning 2, vilket innebär att vattnet flödar genom totalt 2 vattendrag innan det når havet efter 103 kilometer. Avrinningsområdet består mestadels av skog (65 procent). Avrinningsområdet har 0,23 kvadratkilometer vattenytor vilket ger det en sjöprocent på 29,6 procent.